# Anomala seminigra
Anomala seminigra är en skalbaggsart som beskrevs av Lansberge 1883. Anomala seminigra ingår i släktet Anomala och familjen Rutelidae. Inga underarter finns listade i Catalogue of Life.